# Schizaster orbignyanus
Schizaster orbignyanus är en sjöborreart som beskrevs av Alexander Emanuel Agassiz 1880. Schizaster orbignyanus ingår i släktet Schizaster och familjen vecksjöborrar. Inga underarter finns listade i Catalogue of Life.